# Franciszek Mertens
Franciszek Karol Józef Mertens, znany też jako Franz Carl Joseph Mertens (ur. 20 marca 1840 w Środzie Wielkopolskiej, zm. 5 marca 1927 w Wiedniu) – polsko-austriacki matematyk, profesor Uniwersytetu Jagiellońskiego. Zajmował się głównie teorią liczb, geometrią, algebrą i analizą.

## Życiorys
Po ukończeniu gimnazjum w Trzemesznie Mertens studiował na Uniwersytecie Berlińskim, gdzie słuchał  m.in. wykładów Karla Weierstrassa. Tam też w 1865 obronił rozprawę doktorską pod kierunkiem Kroneckera i Kummera. W tymże roku objął, w wieku 25 lat, katedrę matematyki na Uniwersytecie Jagiellońskim i kierował nią przez kolejnych 19 lat. W 1882 odmówił objęcia katedry matematyki na uniwersytecie w Halle (zwolnionej po śmierci Heinego).
W 1884 przeniósł się z Krakowa do Grazu, gdzie objął katedrę na Politechnice; wkrótce został jej rektorem. W 1894 objął katedrę na Uniwersytecie Wiedeńskim, gdzie pracował do przejścia na emeryturę w 1911; jako Profesor emeritus dalej prowadził wykłady. Był tam nauczycielem m.in. fizyka Erwina Schrödingera oraz matematyków Aleksandra Axera i Eduarda Helly'ego, który doktoryzował się pod jego opieką. 
Był członkiem towarzystw naukowych w Berlinie, Getyndze, Krakowie, Pradze i Wiedniu, a także zagranicznym („zakrajowym” jako obywatel C.K. monarchii) członkiem Polskiej Akademii Umiejętności od 1885.
W niektórych opracowaniach Mertens przedstawiany jest jako matematyk niemiecki, co nie wydaje się właściwe, gdyż jego rodzina miała korzenie polskie, niemieckie i francuskie, cały zaś okres pracy zawodowej spędził na ziemiach polskich i austriackich. Według części autorów uważał się za Polaka.

## Dorobek naukowy
Główne wyniki Mertensa dotyczą analitycznej i algebraicznej teorii liczb, algebry, analizy matematycznej i teorii potencjału. Opublikował ponad 120 prac naukowych. Jego nazwisko nosi kilka twierdzeń z teorii liczb, klasyczne dziś już twierdzenie o mnożeniu szeregów, a także lemat Dedekinda-Mertensa w teorii pierścieni.

### Wkład w teorię liczb
Mertens podał również elementarny dowód twierdzenia Dirichleta o formach kwadratowych i liczbach pierwszych. Z nazwiskiem Mertensa wiąże się też stała Meissela-Mertensa w teorii liczb.
Wielkie zainteresowaniu budziła przez lata sformułowana przez niego hipoteza stwierdzająca, że pewna funkcja nazywana obecnie funkcją Mertensa jest ograniczona na moduł przez pierwiastek kwadratowy. Z prawdziwości hipotezy Mertensa wynikałaby hipoteza Riemanna, jednak pierwsza z nich okazała się fałszywa, co pokazali w 1985, niemal wiek po jej sformułowaniu, Odlyzko i te Riele.

## Upamiętnienie
Franciszka Mertensa upamiętnia od 2017 stypendium jego imienia przyznawane corocznie wyróżniającym się uczniom zagranicznych szkół średnich zamierzających podjąć studia na Wydziale Matematyki i Informatyki Uniwersytetu Jagiellońskiego, którzy są finalistami krajowych olimpiad matematycznych lub informatycznych, lub też uczestnikami jednej z następujących olimpiad lub zawodów międzynarodowych:
- matematycznej (IMO), informatycznej (IOI), sztucznej inteligencji (IOAI), astronomicznej (IAO), astronomii i astrofizyki (IOAA), fizycznej (IPhO), lingwistycznej (IOL);
- Europejskiej Olimpiady Matematycznej Dziewcząt (EGMO), Europejskiej Olimpiady Informatycznej Dziewcząt (EGOI);
- Romanian Masters of Mathematics (RMM), Romanian Masters of Informatics (RMI), International Zhautykov Olympiad (IZhO)[10].